# ولایت موتسو

نقشه ژاپن در (سال ۱۸۶۸). این ولایت با رنگ تیره مشخص شده است.

ولایت موتسو (به ژاپنی: 陸奥国 Mutsu no kuni) یکی از ولایت‌ها در تقسیم‌بندی کشوری قدیم ژاپن بود. این استان قدیمی تشکیل شده بود از استان فوکوشیما، استان میاگی، استان ایواته و استان آئوموری و همچنین شهر کازونو، آکیتا در استان آکیتا در ژاپن امروزی. موتسو در شمال هونشو قرار داشت.
ولایت موتسو نیز به عنوان اوشو (奥 州) یا میچی نوکو (陸 奥 یا 道 奥) شناخته می‌شود. اصطلاح اوئو (奥 羽) اغلب برای اشاره به منطقه تشکیل شده از موتسو و ولایت‌های همسایه ولایت دوا که ناحیه توهوکو را تشکیل می‌دهند، استفاده می‌شود.